# Henry Françillon
Henry Françillon (Port-au-Prince, 26 maggio 1946) è un ex calciatore haitiano, di ruolo portiere.

## Carriera

### Club
In patria gioca tra le file del Victory Sportif Club.
Trasferitosi in Europa dopo i Mondiali del 1974, gioca con i tedeschi del Monaco 1860 sino al 1975 in 2. Fußball-Bundesliga, ottenendo il quinto posto del girone meridionale. Disputa cinque partite a Monaco di Baviera e dopo l'esperienza tedesca ritorna ad Haiti, dove viene eletto in Parlamento e contemporaneamente gioca in Nazionale per altri 2 anni. Nei primi anni '80 emigra negli Stati Uniti.

### Nazionale
Ha vestito la maglia di Haiti in 26 occasioni, partecipando con la sua Nazionale al Mondiale di Germania Ovest del 1974, giocando tutti i tre gli incontri e subendo 14 reti.
Il suo esordio in Nazionale è datato 23 novembre 1968 nella vittoria haitiana per 4-0 contro Trinidad e Tobago, mentre l'ultima presenza fu il 23 ottobre 1977 nella vittoria dei Les Grenadiers per 1-0 contro il Suriname.

## Palmarès

### Nazionale
- Campionato CONCACAF: 1

1973